# ارنست گود
ارنست گود (انگلیسی: Ernst Good؛ زادهٔ ۱۴ ژانویهٔ ۱۹۵۰) ورزشکار اسکی آلپاین اهل سوئیس است.